# Masters de Montecarlo 1969
El Abierto de Montecarlo 1969 fue un torneo de tenis masculino jugado sobre tierra batida. Fue la 63.ª edición de este torneo. Se celebró entre el 15 y el 21 de abril de 1969.

## Campeones

### Individuales
Tom Okker vence a  John Newcombe, 8–10, 6–1, 7–5, 6–3.

### Dobles
Owen Davidson /  John Newcombe vencen a  Pancho Gonzales /  Dennis Ralston, 7-5, 11-13, 6-2, 6-1.